# Threshold (Hopkins)
Pour les articles homonymes, voir Threshold.
Threshold, surnommée 1, 2, 3 ou 123 est une sculpture d'art public de James Hopkins installée devant le Florentinum, un bâtiment de la nouvelle ville de Prague en 2014.

## Description
Threshold est une sculpture noire en acier inoxydable dont le motif varie en fonction de la perspective, laissant apercevoir les chiffres 1, 2 et 3 suivant l'angle de l'observateur. Elle renvoie à la typographie. Elle a une hauteur de deux mètres et demi.

## Réception
Richard Birkett, d'Artists Space à New York, décrit le travail de James Hopkins comme se concentrant sur la relation entre une œuvre et l'observateur,.
La revue Étapes y voit une « prouesse technique ».

## Les trois perspectives de l'œuvre

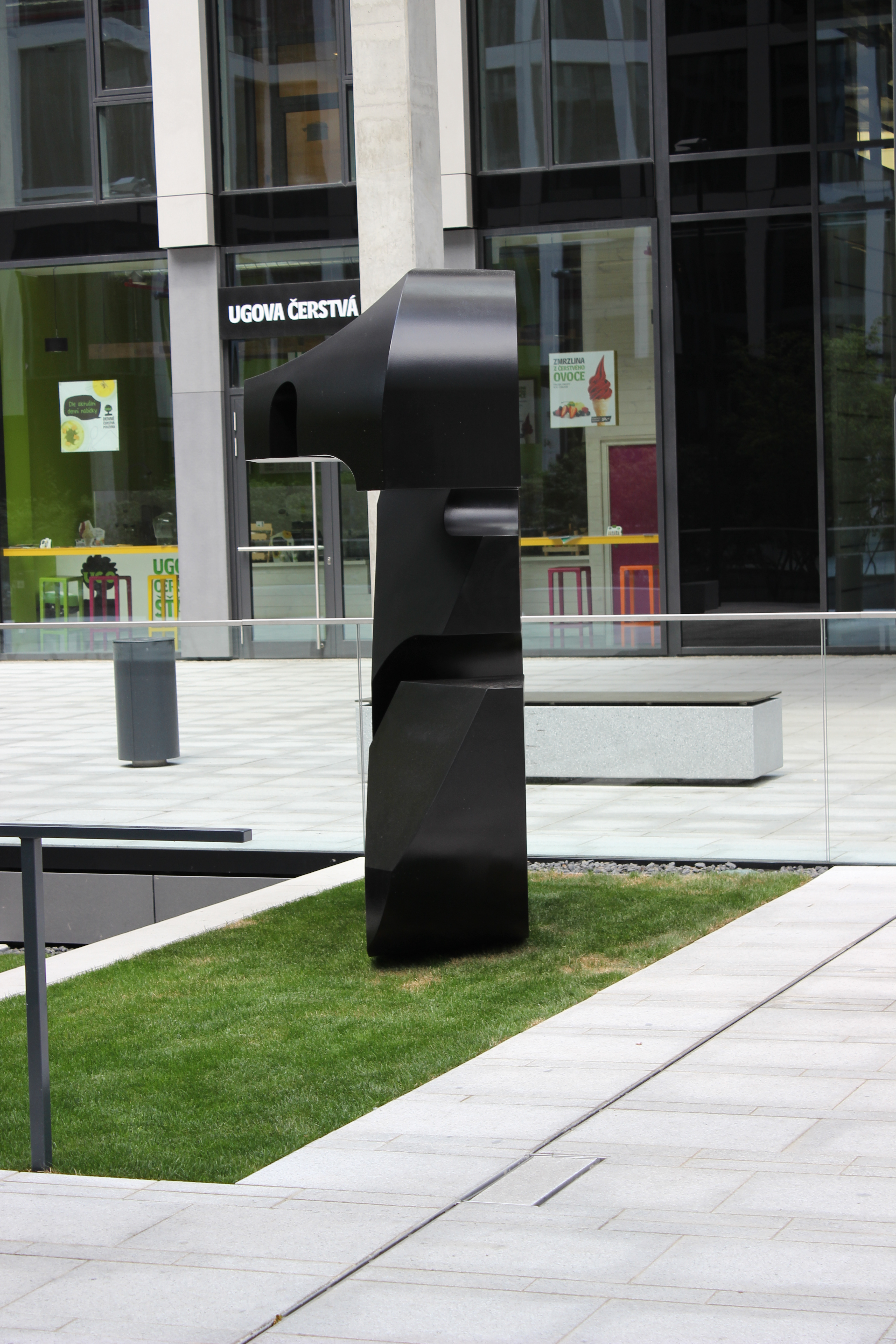
Perspective 1
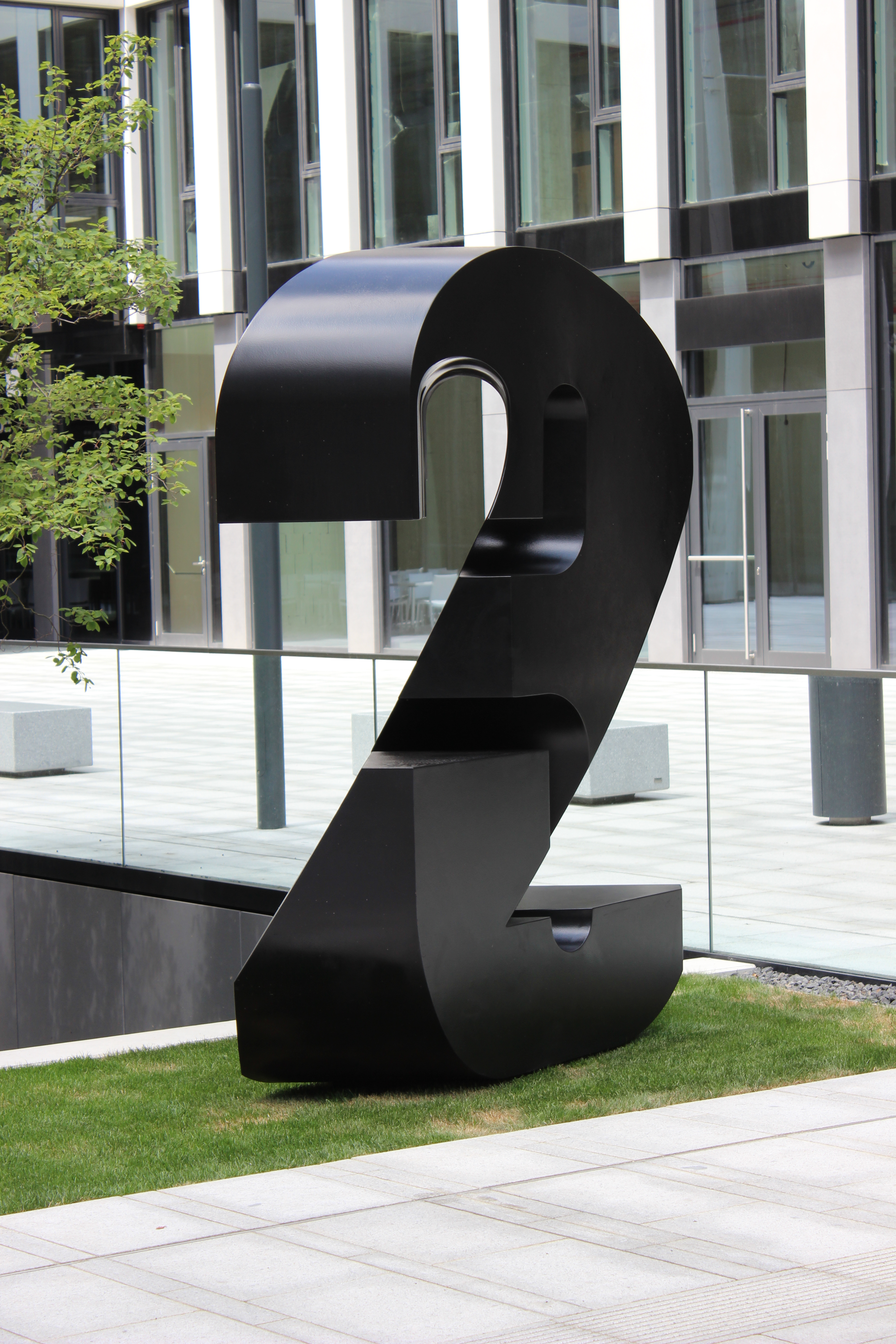
Perspective 2
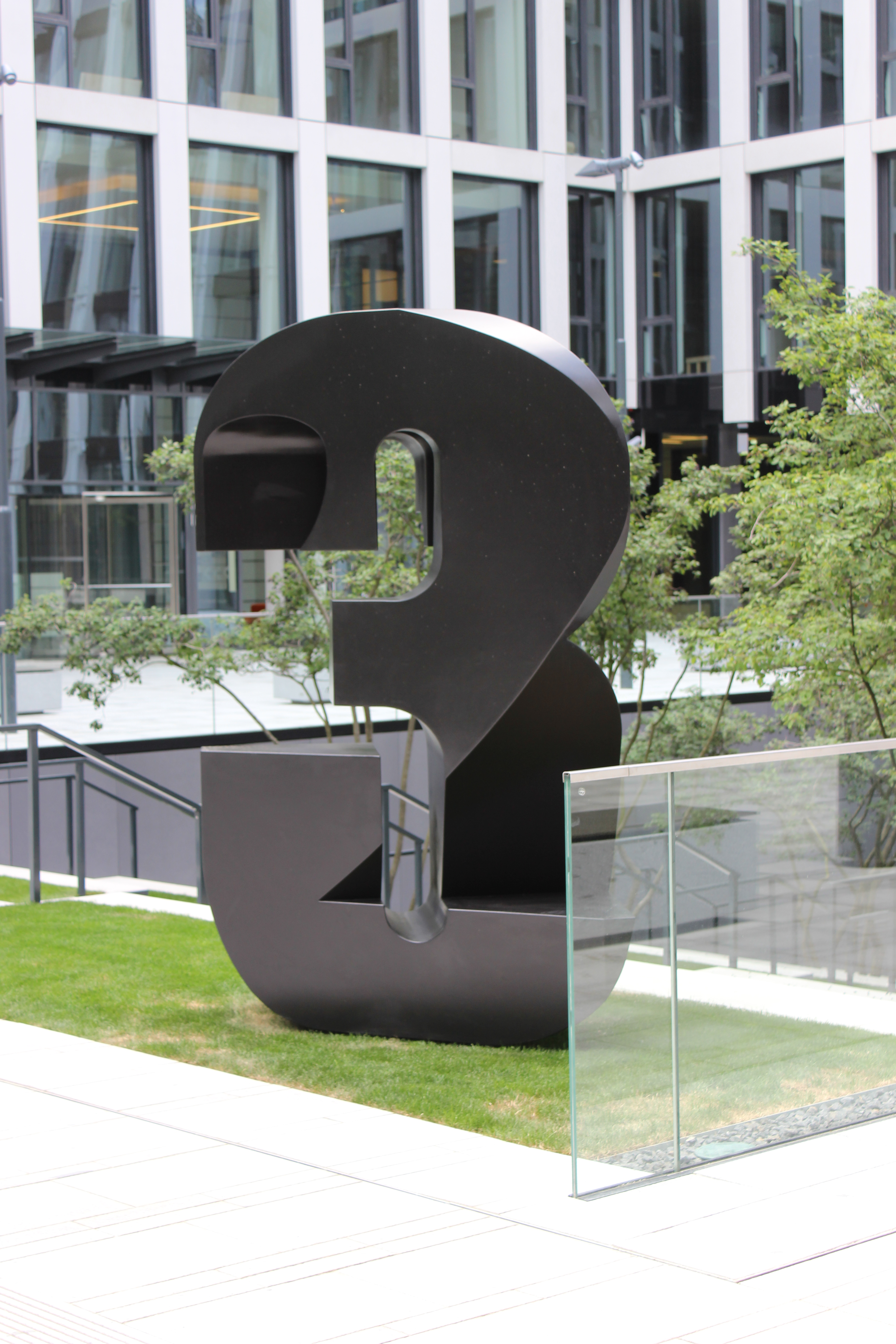
Perspective 3